# Supella tchadiana
Supella tchadiana är en kackerlacksart som först beskrevs av Roth, L. M. 1987.  Supella tchadiana ingår i släktet Supella och familjen småkackerlackor.
Artens utbredningsområde är Tchad. Inga underarter finns listade i Catalogue of Life.